# Les Cavaliers
Título desconhecido (Les Cavaliers) é um óleo sobre tela da autoria do pintor português Amadeu de Souza-Cardoso. O quadro está assinado embora não datado; provavelmente foi pintado em 1913, mede 100 cm de altura por 100 cm de largura.
A pintura pertence ao Centre Pompidou, Musée National d'Art Moderne, Paris, tendo sido adquirida em 1958 a Lucie de Souza Cardoso na sequência da exposição de Amadeo que decorreu nesse mesmo ano, em Paris, na Casa de Portugal (organizada por Paulo Ferreira) .